# Кола ді Рієнцо

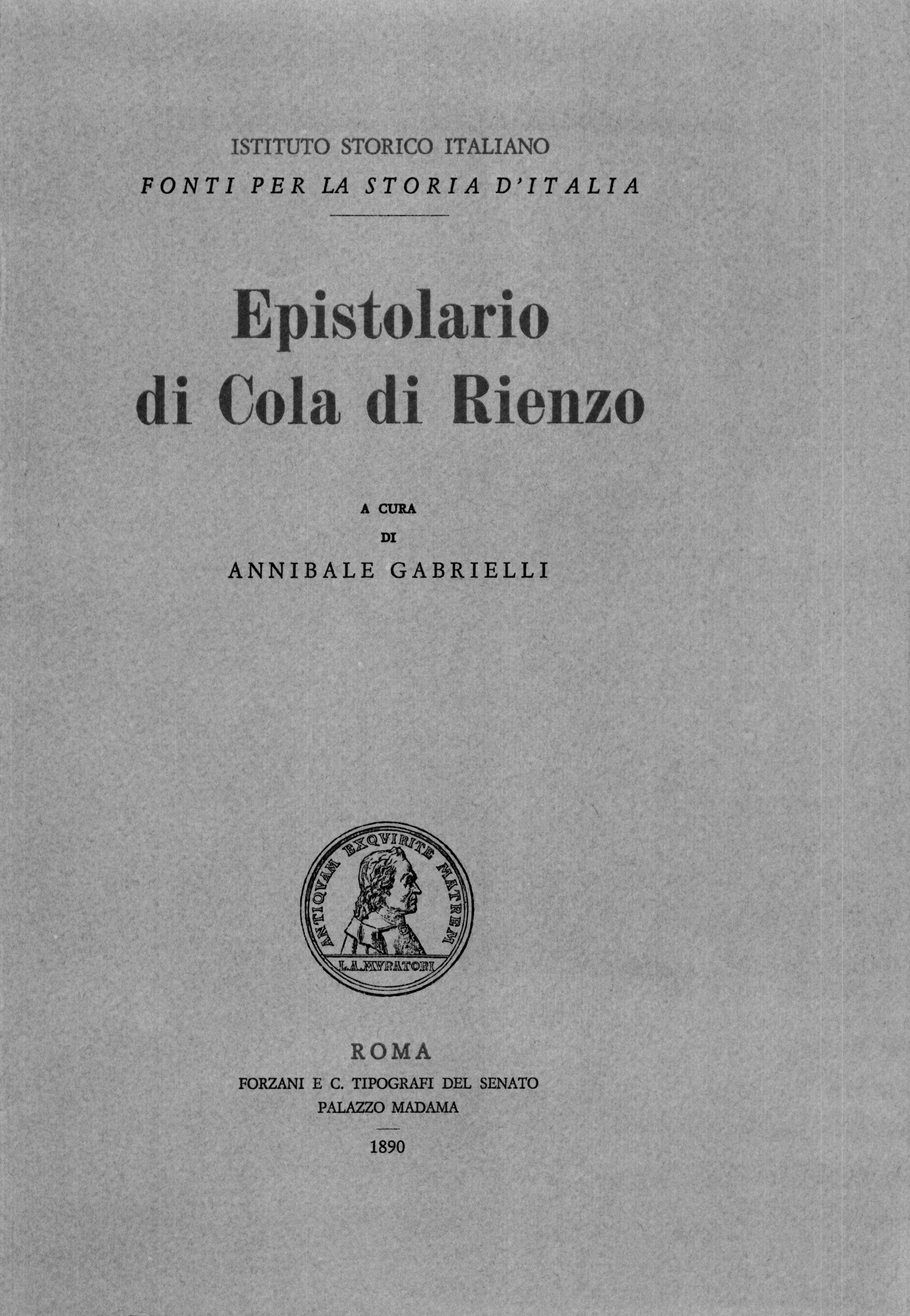
Epistolario di Cola di Rienzo

Кола ді Рієнцо або ді Рієнці (італ. Cola di Rienzo, близько 1313 — 8 жовтня 1354) — середньовічний римський політик, народний вождь, трибун, вождь народного повстання в Римі 1347 року. Постать ді Рієнцо набула романтичного забарвлення в 19 сторіччі як борця проти папської влади та за об'єднання Італії.

## Біографія

### Ранні роки
Кола народився в Римі в родині скромного походження. Хоча він стверджував, що є сином імператора Генріха VII, насправді його матір була прачкою, а батьком — власник таверни на ім'я Лоренцо Габріні. Власне ім'я батька скоротилося до Рієнцо, а власне ім'я сина, Нікола — до Кола. Таким чином утворилося сполучення Кола ді Рієнці, під яким він став відомим.
Юність Кола провів у Ананьї, де вивчав твори письменників, істориків, ораторів Стародавнього Риму. Славетна історія міста зародила в юнакові бажання відновити місто, що переживало не найкращі часи, до колишньої величі. Смерть брата від руки аристократа стала додатковим стимулом у його боротьбі.

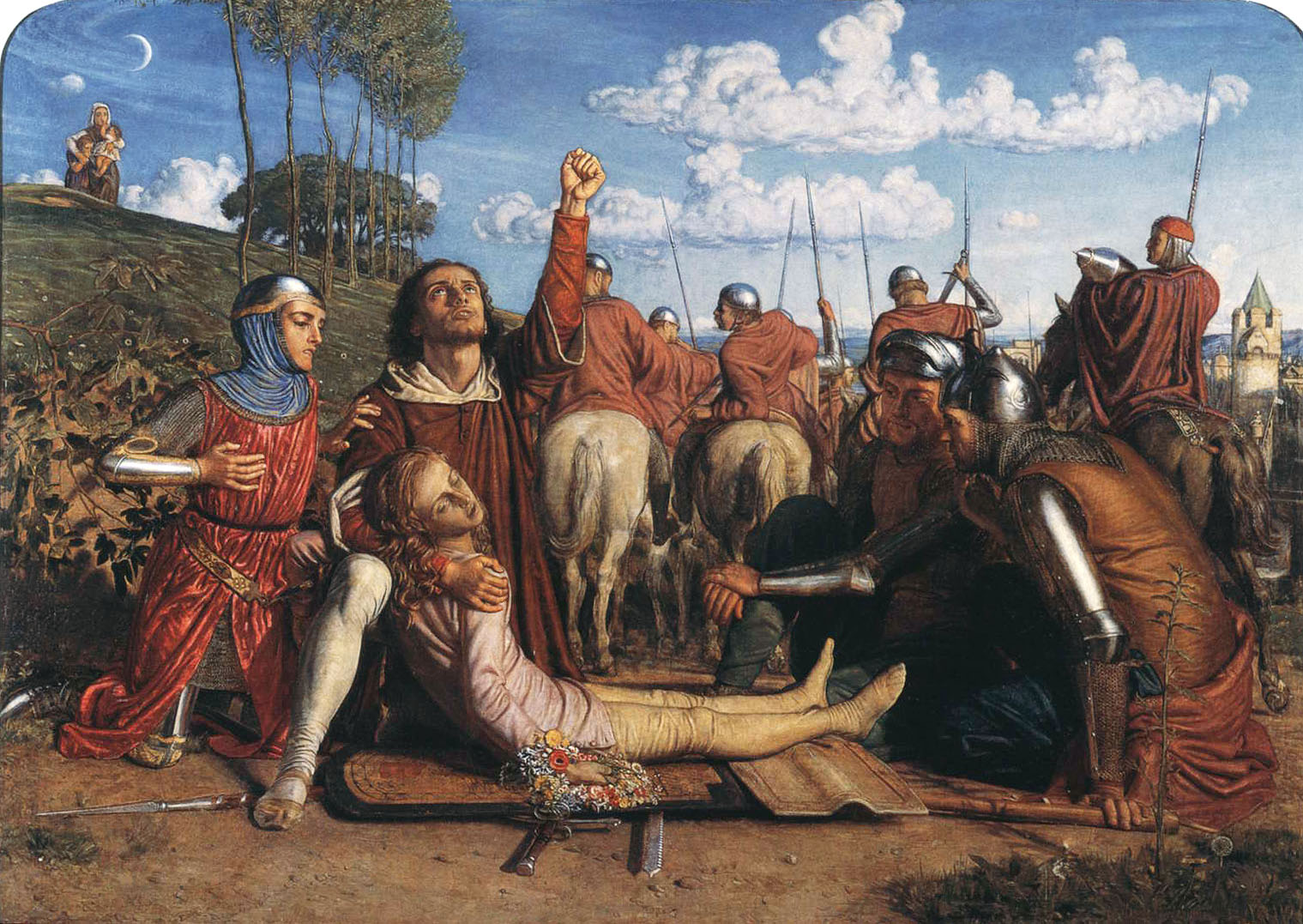
Рієнці клянеться домогтися відплати за смерть молодшого брата. Вільям Голман Гант, 1848-9.

Ді Рієнцо став нотаріусом і здобув високий статус у місті. 1343 року його відправили з посланням до папи Климента VI в Авіньйон. Він з успіхом впорався з дорученням, і хоча його сміливість, з якою він викривав аристократичних правителів Риму, нажила йому багато ворогів, йому вдалося здобути приязнь папи, який призначив його на посаду при дворі.

### Вождь бунту
Повернувшись до Рима 1344 року, він три роки працював над здійсненням своєї мрії — відновлення величі Вічного Міста. Навколо нього згуртувалися прихильники, проводилося планування повстання. 19 травня 1347 року геральди запросили представників народу на Капітолійський пагорб, де засідала міська рада. 20 травня, в повному обладунку, в супроводі папського вікарія, Кола очолив процесію до Капітолія, де звернувся з промовою до натовпу, красномовно закликаючи до служіння Риму та його відновлення. Як наслідок, рада прийняла, а народ схвалив нові закони, що надавали вождю перевороту необмежені права. Міські вельможі без жодного опору втекли, а через кілька днів Рієнцо оголосив себе трибуном (Nicholaus, severus et clemens, libertatis, pacis justiciaeque tribunus, et sacræ Romanæ Reipublicæ liberator).

### Трибун
Владу Рієнцо сприйняли всі класи. Він керував містом, його правління, побудоване на суворому дотриманні принципів права, сильно контрастувало з попереднім безладом. У соборі святого Петра трибуна вітали співом Veni Creator spiritus, поет-лауреат Петрарка закликав його продовжувати свою велику й шляхетну справу, вітав його досягнення й називав новим Камілом, Брутом та Ромулом. Аристократія скорилася, хоча з великою неохотою, дороги було звільнено від розбійників, у місті відновився спокій, суворі, але справедливі покарання залякали злочинців, римляни вважали, що Рієнцо судилося повернути місту й Італії велич.

### Спроба об'єднати Італію
У липні 1347 року своїм декретом ді Рієнцо проголосив суверенітет римського народу над усією Імперією. Першим кроком до повернення Риму статусу caput mundi було утвердження його влади над іншими містами Італії. Ді Рієнці звернувся до них з листами, закликаючи прислати своїх представників на з'їзд, що мав відбутися 1 серпня й розглянути питання утворення федерації міст із Римом на чолі. Призначеного дня до Рима прибули представники від деяких міст, і після урочистої церемонії Кола проголосив едикт, який приписував імператору Людвігу Баварському, його супротивникові Карлу IV, імперським виборцям та іншим зацікавленим постати перед ним, щоб він міг оголосити своє рішення щодо конфлікту в Імперії. Наступного дня відсвяткували фестиваль єдності Італії, але з'їзд не приніс жодних практичних результатів. Утім, владу ді Рієнцо визнали в Неаполітанському королівстві, де йшла війна між королевою Джованною I та угорським королем Людвіком I Великим. Обидві сторони звернулися до ді Рієнцо з проханням про підтримку й допомогу.

### Кінець правління
15 серпня ді Рієнцо з великою помпою офіційно коронували трибуном. Незабаром він затримав, але швидко відпустив Стефано Колонну й деяких інших вельмож, які відгукувалися про нього зі зневагою. Але його влада вже пішла на спад, оскільки раптове піднесення задурманило йому голову. За своїм характером Кола ді Рієнцо був поєднанням знань, красномовства й завзяття з марнославством та поганим розумінням людей. З часом вади його вдачі змусили забути про його добрі сторони. Екстравагантність його претензій робила його смішним. Його правління вимагало чималих грошей, а тому він змушений був встановити високі податки. Він образив папу своєю пихою, а імператора амбіційним прагненням встановити нову Римську імперію, суверенітет якої забезпечувався б безпосередньо волею народу. У жовтні папа римський Климент VI дав розпорядження своєму легату повалити ді Рієнцо й привезти його до Авіньойона на суд.
Римські аристократи зібрали війська й розпочали війну в околицях Рима. Кола ді Рієнцо, отримавши допомогу від Людвіка Угорського, розбив вельмож 20 листопада в битві під ворітьми Сан Лоренцо, в якій сам трибун участі не брав, а його головний ворог Стефано Колонна загинув. Однак, ця перемога не врятувала ді Рієнцо. Він бенкетував у Римі, тоді як папа своєю буллою засудив його як злочинця, поганина й єретика. 15 грудня, наляканий розвитком подій, ді Рієнцо покинув свій уряд і втік з Рима. Спочатку він подався до Неаполя, але пізніше сховався в гірському монастирі, де провів понад два роки.

### Ув'язнення
У липні 1350 Кола здійснив подорож до Праги, шукаючи захисту в короля Німеччини Карла IV. Заперечуючи право папи на світську владу, він звернувся до Карла з благанням звільнити Італію, й особливо Рим, від гніту. Однак, Карл не зважив на його заклик і заточив його в замку Роудніце-над-Лабем, де тримав понад рік, після чого передав трибуна папі Клименту VI. До Авіньйона ді Рієнцо прибув у серпні 1352 року. Його судили три кардинали й приговорили до смерті, однак вирок не здійснили, й Кола залишався у в'язниці, тим часом як Петрарка проголошував заклики до його звільнення. Климент VI помер у грудні 1352 року, а його наступник, Іннокентій VI, бажаючи завдати удару по римській аристократії, побачив у ді Рієнцо чудове знаряддя для здійснення своїх задумів, тож Колу помилували й звільнили.

### Римський сенатор
Папа надав ді Рієнцо титул сенатора й відіслав його до Рима зі своїм легатом кардиналом Альборносом. Набравши загін найманців Кола повернувся до Рима в серпні 1354. У місті його зустріли радо, й він швидко відновив свою владу, однак новий період правління виявився ще коротшим. Коли він підступом схопив авантюриста Фра Моріале й звелів його стратити, а потім виніс ще кілька жорстоких і неоднозначних вироків, його слава й популярність у народі різко зменшилися. 8 жовтня у місті спалахнув бунт. Кола намагався звернутися до бунтівників, але його будинок підпалили, а коли він намагався тихо вислизнути, натовп його розтерзав.

## Значення
Кола ді Рієнцо виступав воднгочас проти папської влади й за об'єднання Італії, тому історія його життя й боротьби набула особливо значення в 19 столітті у період Рісорджименто, коли італійці втілили в життя обидва його ідеали. Серед ліберальних націоналістів він набув статусу романтичної постаті. Як висловився Федеріко Фаруффіні, історія ді Рієнці свідчить про те, що «мова мучеництва може звільнитися від релігійного контексту й прислужитися боротьбі проти церкви».

## У мистецтві
Кола ді Рієнцо став ліричним героєм однієї з найкращих од Петрарки Spirito gentil. Колі ді Рієнцо присвячені роман Едварда Балвер-Літтона, трагедія Юліуса Мозена та поезії Джорджа Байрона. Писав про нього також Фрідріх Енгельс.
Ріхард Вагнер зробив ді Рієнці головним героєм своєї першої успішної опери «Рієнці», поставленої в Дрездені 1842 року.
1873 року, одразу після того, як новоутворене Королівство Італія захопило Рим, звільнивши його від папських сил, було сплановано квартал Праті, головна вулиця якого отримала назву віа Кола ді Рієнцо. Вона виходила на площу Кола ді Рієнцо. 1877 року біля підніжжя Капітолійського пагорба було поставлено статую трибуна роботи Джироламо Мазіні.

## Виноски
1. 1 2  Кола ди Риенцо // Большая советская энциклопедия: [в 30 т.] — 3-е изд. — Москва: Советская энциклопедия, 1969.
2. ↑  Культурний контекс цього переосмислення Коли вивчається в роботі Адріана Літтлтона «Creating a National Past: History, Myth and Image in the Risorgimento», в Making and Remaking Italy: the cultivation of national identity around the Risorgimento, 2001:27-76; Колі присвячені сторінки 61-63 (цитата зі сторінки 63).